# Un bonheur insoutenable
Un bonheur insoutenable (titre original : This Perfect Day) est un roman d'anticipation dystopique américain d'Ira Levin, publié en 1970.

## Résumé
L'action se situe dans l'avenir, après l'année 2000. L'humanité (désignée sous le nom de Famille) est unifiée, et il n'y a plus qu'une seule langue parlée. Son destin dépend d'un ordinateur caché sous les Alpes : UniOrd ou Uni. Uni contrôle tout : il éduque, oriente, autorise ou non les mariages et la procréation. Violence et égoïsme ont disparu de la surface de la Terre. Hommes et femmes reçoivent un traitement médicamenteux mensuel — dans les médicentres — chargé de les rendre dociles et maîtriser leur reproduction. Le nombre de prénoms est réduit et ils sont complétés par des identifiants alphanumériques, chacun devant s'identifier et se localiser en permanence en présentant un bracelet à un scanner. Seul le bonheur des membres de la Famille compte et Uni y pourvoit.
Dans ce monde idéal, où la pluie ne semble pas exister, toute volonté humaine semble avoir disparu. Cependant, certains membres de la Famille sont des révoltés : ils refusent de voir leur existence contrôlée par une machine. Copeau, héros du roman, vient à haïr ce monde où le bonheur est imposé, au prix du libre arbitre. Avec Lilas, une jeune femme membre du groupe des révoltés, il rejoint les « incurables » réfugiés sur des îles ne figurant pas sur les cartes de ce monde, puis il organise une expédition pour faire exploser UniOrd. L'expédition, qui compte un traître dans ses membres, échoue, mais Copeau parvient finalement à détruire Uni.

## Personnages
- Li RM35M4419 dit Copeau : enfant, il reçoit la même éducation que tous les autres. Il n'a donc aucune raison de se révolter contre Uni, l'ordinateur bienfaiteur. C'est son grand-père Jan qui lui ouvre les yeux sur le totalitarisme du monde où il vit. Pour cela, le grand-père de Li ne demande qu'une chose : penser souvent à vouloir quelque chose. Idée inconcevable dans le monde U (U pour Uni), où l'humain n'a pas à faire de choix.

- Anna SG38P2823 dite Lilas : membre du groupe de révoltés dirigé par Roi, son compagnon. Copeau tombe sous son charme et la seconde moitié de l'ouvrage est axée sur leur relation et leur recherche des îles libres de la domination d'Uni.

Karl WL35S7497 dit Ashi : Ashi est le deuxième personnage après le grand-père qui conduit Copeau à s'interroger sur le monde d'Uni. Étudiant en génétique, il passe son temps libre à dessiner. Trop, au goût d'Uni, qui voit dans l'art un moyen de se libérer, et lui refuse l'accès aux fusains et cahiers. Karl demande alors à Copeau de lui en procurer.
Jésus HL dit Roi : chef d'un médicentre mais surtout chef d'un groupe de révoltés dont fait partie Copeau qui s'accorde illégalement des temps de liberté échappant au contrôle d'Uni. Jésus HL connaît l'existence d'un monde sans Uni mais se refuse à quitter le confort de la société au bonheur insoutenable.

## Une critique des totalitarismes
Comme dans 1984 d'Orwell, Ira Levin développe l'histoire de l'Homme seul révolté contre un État totalitaire. L'originalité du roman repose sur le fait que ce totalitarisme ne s'impose pas par la violence ou la répression.
Uni, l'ordinateur abrité sous les Alpes, annihile la volonté des Hommes par l'administration d'un traitement médicamenteux mensuel. Les drogues permettent de contrôler les humeurs des membres de la Famille. Les membres se révoltant reçoivent rapidement un traitement spécial permettant de supprimer leur esprit critique et de revenir dans la normalité.
Pour les incurables, qui échappent au contrôle d'Uni, il ne reste qu'une solution : fuir à la recherche d'îles ou de terres où vivent des communautés non contrôlées par l'ordinateur.
Dans ce monde parfait, les forces de répression sont inexistantes. Uni compte sur la sollicitude de toute la Famille. Chaque membre a le devoir d'aider un malade en signalant les comportements étranges aux conseillers en comportement. Les déviants sont alors signalés à l'ordinateur qui ajuste les doses du traitement.

## Critique et inspiration

### Une critique des idéologies
Superficiellement, Ira Levin semble s'attaquer à la fois au stalinisme (comme dans 1984), au capitalisme[réf. nécessaire] ou à la religion. En effet, la société d'Uni semble être un syncrétisme de tous ces éléments[réf. nécessaire].
Le communisme est très présent : par les symboles (faucille or, prédominance du rouge dans les drapeaux, le mardi est appelé marxdi, le mois de mars marx...) et dans le discours (la promesse d'une société solidaire, les travaux réalisés pour le bonheur commun et non pas par passion...). Cependant, dans cette société, les références religieuses tiennent aussi une place importante : le prénom Jésus est un des quatre prénoms masculins autorisés, le Christ est une des quatre références de cette société, une croix figure sur le drapeau... D'autres références parsèment l'œuvre : Ashi, ami de Copeau, signe ses toiles d'un A cerclé (référence à l'anarchie)...
Si ce roman est considéré par la critique littéraire comme inférieur à 1984, il semble aussi moins engagé alors qu'Ira Levin l'a rédigé lors de la Guerre froide.

### Au-delà de la technologie, la menace dans l'être humain
Dès le début du roman, les personnages sont placés dans un totalitarisme technologique. Ira Levin semble renforcer la dénonciation de la technologie en décrivant des êtres contrôlés par des drogues, et par un ordinateur omniscient. Le message semble donc être : la technologie menace l'Homme et sa Liberté car elle lui permet de masquer sa soif de domination sous une apparence de rationalisation et d'efficacité de l'organisation sociale.
Mais la fin du roman donne une autre clé de l'origine du totalitarisme : le héros du roman, Copeau, apprend qu'Uni n'est qu'une machine programmée au jour le jour par des humains. La « caste » des programmeurs contrôle l'Humanité dans son expansion et dans ses désirs, afin de façonner le monde à son idée. Ainsi trouve-t-on affirmée la source de tout totalitarisme : l'Humain et seulement l'Humain.

## Récompense
- 1992 : Prix Prometheus - Temple de la renommée[réf. souhaitée]